# Vladimir Stojković
Vladimir Stojković (født 28. juli 1983 i Loznica, Jugoslavien), er en serbisk fodboldspiller (målmand), der spiller for FK Partizan.

## Klubkarriere
I løbet af sin karriere har Stojković repræsenteret en lang række klubber i både hjem- og udland. Han har blandt andet spillet for begge de to store Beograd-klubber, FK Partizan og Røde Stjerne, for Wigan og Nottingham Forest i England, for portugisiske Sporting Lissabon og for Maccabi Haifa i Israel. Hos både Partizan og Røde Stjerne har han været med til at vinde det serbiske mesterskab.

## Landshold
Stojković har (pr. juni 2018) spillet 77 kampe for Serbiens landshold. Han debuterede for holdet 16. august 2006 i en venskabskamp på udebane mod Tjekkiet. Han var en del af den serbiske trup til både VM 2010 i Sydafrika og til VM 2018 i Rusland.